# Ардох (Північна Дакота)
Ардох (англ. Ardoch) — місто (англ. city) в США, в окрузі Волш штату Північна Дакота. Населення — 31 особа (2020).

## Географія
Ардох розташований за координатами 48°12′20″ пн. ш. 97°20′27″ зх. д. / 48.20556° пн. ш. 97.34083° зх. д. (48.205482, -97.340754).  За даними Бюро перепису населення США в 2010 році місто мало площу 0,67 км², уся площа — суходіл. В 2017 році площа становила 0,98 км², уся площа — суходіл.

## Демографія
Згідно з переписом 2010 року, у місті мешкало 67 осіб у 19 домогосподарствах у складі 15 родин. Густота населення становила 100 осіб/км².  Було 39 помешкань (58/км²).
Расовий склад населення:
| - 91,0 % — білих - 6,0 % — осіб інших рас |

До двох чи більше рас належало 3,0 %. Частка іспаномовних становила 44,8 % від усіх жителів.
За віковим діапазоном населення розподілялося таким чином: 29,9 % — особи молодші 18 років, 68,6 % — особи у віці 18—64 років, 1,5 % — особи у віці 65 років та старші. Медіана віку мешканця становила 29,5 року. На 100 осіб жіночої статі у місті припадало 116,1 чоловіків;  на 100 жінок у віці від 18 років та старших — 104,3 чоловіків також старших 18 років.
За межею бідності перебувало 2,0 % осіб, у тому числі 0,0 % дітей у віці до 18 років та 0,0 % осіб у віці 65 років та старших.
Цивільне працевлаштоване населення становило 37 осіб. Основні галузі зайнятості: виробництво — 45,9 %, сільське господарство, лісництво, риболовля — 32,4 %, освіта, охорона здоров'я та соціальна допомога — 18,9 %.